# 129963 Marvinwalthall
129963 Marvinwalthall este o planetă minoră (asteroid), cu un diametru de 3,417 km, din centura de asteroizi. A fost descoperită pe 2 octombrie 1999 la Catalina Station⁠(d) de Catalina Sky Survey. 
Obiectul prezintă o orbită caracterizată de o semiaxă mare de 2,3918678196523 UAi, o excentricitate de 0,14, o înclinație de 2,9 ° în raport cu ecliptica.